# Heterogobius chiloensis
A Heterogobius chiloensis a csontos halak (Osteichthyes) főosztályának a sugarasúszójú halak (Actinopterygii) osztályába, ezen belül a sügéralakúak (Perciformes) rendjébe, a gébfélék (Gobiidae) családjába és a Gobiinae alcsaládjába tartozó faj.
Nemének egyetlen faja.

## Előfordulása
A Heterogobius chiloensis előfordulási területe a Csendes-óceán délkeleti részén van, a Chiléhez tartozó Chiloé-sziget körüli vizekben.

## Életmódja
Szubtrópusi és tengeri, fenéklakó hal.